# (4210) Isobelthompson
(4210) Isobelthompson es un asteroide perteneciente al cinturón de asteroides, descubierto el 21 de febrero de 1987 por Henri Debehogne desde el Observatorio de La Silla, Chile.

## Designación y nombre
Designado provisionalmente como 1987 DY5. Fue nombrado Isobelthompson en honor al arqueólogo británico Isobel Thompson.